# Mark Speight

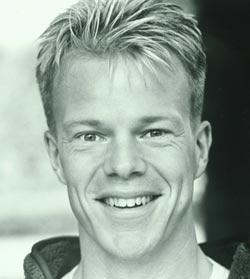
Mark Speight

Mark Warwick Fordham Speight (ur. 6 sierpnia 1965 w Seisdon, zm. 7 kwietnia 2008 w Londynie) – był angielskim prezenterem telewizyjnym, znany przez 14 lat jako gospodarz programu dziecięcego SMart. Speight dorastał w Tettenhall, Wolverhampton, a po ukończeniu szkoły w wieku 16 lat stał się rysownikiem. Był także prowadzącym w programie TV  See It Saw It, gdzie poznał swoją przyszłą narzeczoną – Natashę Collins. Był zaangażowany w działalność charytatywną. Był prezesem zawodów Młodych artystów Chodnikowych przy Muscular Dystrophy Campaign oraz był rzecznikiem ChildLine. W styczniu 2008 Speight znalazł ciało Collins w wannie w ich londyńskim mieszkaniu. Został aresztowany pod zarzutem jej zabójstwa, ale w rezultacie nie oskarżono go o żadne przestępstwo. Śledztwo później ustaliło, że Natasha Collins zmarła z przedawkowania narkotyków i poważnych poparzeń od gorącej wody. W kwietniu 2008 odnotowano zaginięcie Speighta i kilka dni później wyszło na jaw, że popełnił samobójstwo przez powieszenie w pobliżu stacji Paddington. Zostały odkryte dwa zapiski samobójcze, opisujące jak już nie mógł żyć bez Collins.